# Kvalitetsbedöming av mynt

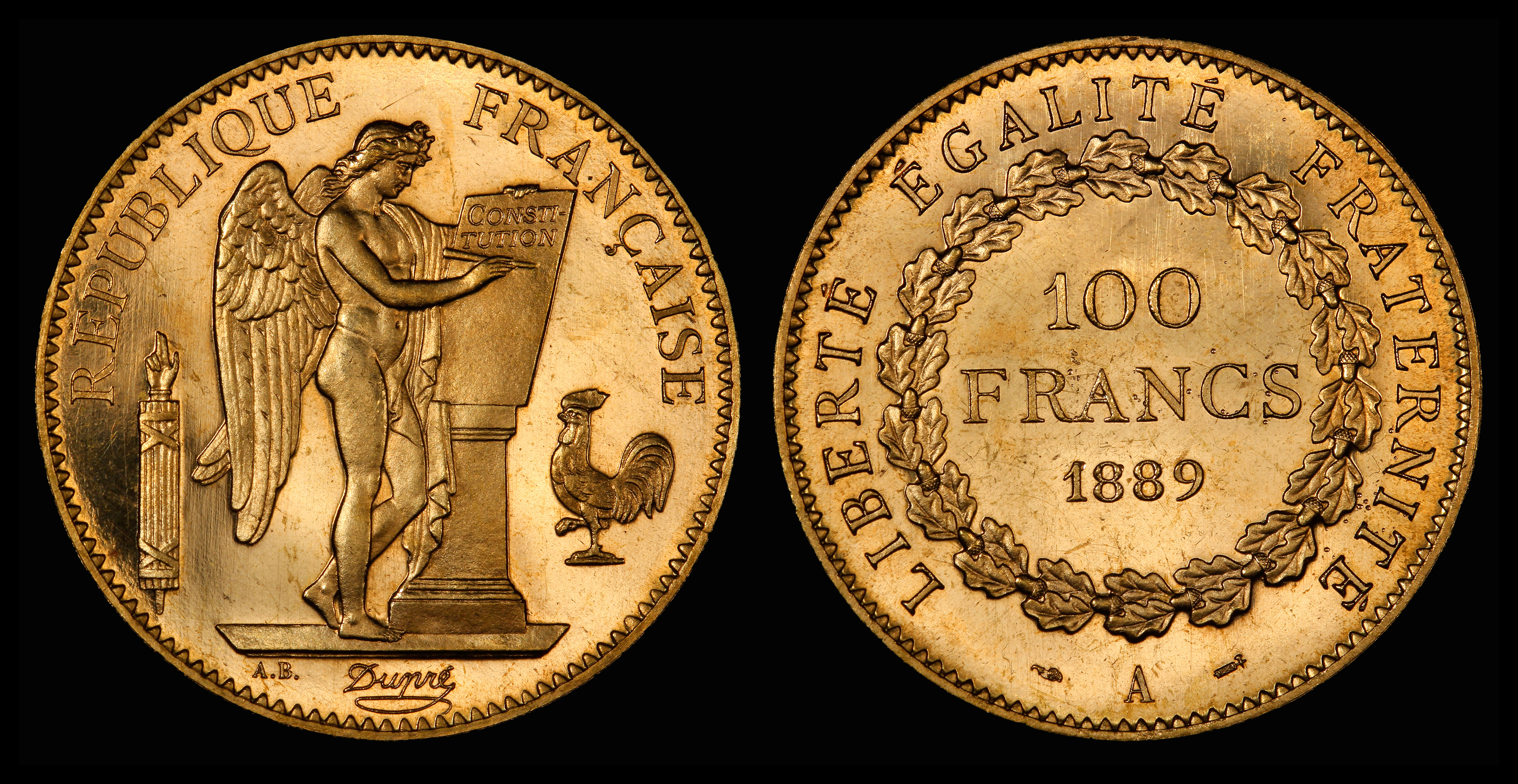
Äldre franskt guldmynt i proofkvalitet

Kvalitetsbedöming av mynt ger ett mått på hur mycket slitage mynten har utsatts för genom cirkulation och annan hantering. Myntsamlare eftersträvar ofta mynt i så hög kvalitet som möjligt, vilket påverkar priset. Här är det främst utbud och efterfrågan som styr. Mynt helt utan spår av cirkulation, åtminstone från 1800-tal och tidigare, är mycket sällsynta, medan cirkulerade mynt finns i massor.
I denna artikel behandlas även fyra präglingskvalitéer, bland annat "proof" och "proofliknande", som också påverkar ett mynts skönhet och värde.
Vid bedömingen av myntets slitage används vanligen en kvalitetsskala med olika graderingar. I Sverige och övriga Norden används oftast en numerisk skala som stammar från den svenske myntforskaren T.G. Appelgren (1872–1950). En skala med motsvarande beteckningar används i England och flera andra europeiska länder. I USA och Kanada används delvis Sheldon-skalan, en mer precis graderingsskala som går från 1 till 70. Christian Hamrin i Sverige har lanserat en skala 0 till 100 för slitage tillsammans med en skala A–E för präglingskvalitén.
Medan det i Europa saknas en central organisation som fastställer värderingsskalan finns det i USA flera certifieringsinstitut, främst då Numismatic Guarantee Corporation (NGC) och Professional Coin Grading Service (PCGS), som erbjuder kvalitetsbestämning av mynt mot en glidande avgift. Oavsett hur noga värderingen är definierad, så innehåller den dock alltid en subjektiv komponent då kvalitén inte kan mätas utan måste uppskattas med ögat.

## Tabell över Appelgrens kvalitetsskala
| Sverige | Sverige          | England                 | Detaljer kvar | Beskrivning |
| Siffra  | Beteckning       | England                 | Detaljer kvar | Beskrivning |
| ------- | ---------------- | ----------------------- | ------------- | --- |
| 0       | Ocirkulerat      | Uncirculated (Unc)      | 100%          | Perfekt mynt utan slitage eller skada.                                                                                                   |
| 01/0    | Nära ocirkulerat | About uncirculated (AU) | 95%           | Mynt med ringa spår av slitage på de högsta punkterna. Präglingsglansen till stor del intakt.                                            |
| 01      | Mycket vackert   | Extremely fine (EF)     | 90%           | Mynt som endast cirkulerat en kort tid. Lätt slitage på de högsta punkterna, mycket tydliga detaljer. Präglingsglansen delvis borta.     |
| 1+      | Vackert          | Very fine (VF)          | 75%           | Mynt med tydliga tecken på cirkulation. Lätt till måttligt slitage över hela ytan, tydliga detaljer. Präglingsglansen nästan helt borta. |
| 1       | Fullgott         | Fine (F)                | 50%           | Mynt som cirkulerat en längre tid. Måttligt till avsevärt slitage överallt, väl synliga detaljer.                                        |
| 1?      | Ej fullgott      | Very good (VG)          | 25%           | Slitet mynt med en del detaljer ännu synliga.                                                                                            |
| 2       | Dåligt           | Good (G)                | 10%           | Mycket slitet mynt med nästan alla detaljer helt nednötta.                                                                               |

## Tabell över präglingskvalitéer
| Svensk beteckning       | Engelska                           | Beskrivning |
| ----------------------- | ---------------------------------- | --- |
| Proof                   | Proof (PR, PF)                     | Den högsta möjliga präglingskvalitén. Mynten produceras med polerade och specialbehandlade stampar, polerade plantsar och en omsorgsfull prägling med flera slag. Detta ger en frostad relief och spegelblanka fält.                             |
| Proofliknande           | Proof-like (PL)                    | Något enklare produktion än proof, men med ett liknande utseende. Präglas med polerade stampar, dock inte polerade plantsar. |
| BU-kvalitet Spegelglans | Brilliant uncirculated (BU)        | Präglas i samma pressar som vanliga bruksmynt, dock med nya och specialpreparerade stampar som ger myntet en spegelblank yta. Åtgärder vidtas för att förhindra hanteringsmärken.                                                                |
| Brukskvalitet           | Business strike Circulation strike | Avser vanliga mynt avsedda för cirkulation. Präglas med normalt preparerade stampar och plantsar, mestadels i helautomatiska pressar som producerar uppåt av 700 mynt per minut. Vid hanteringen inom myntverket kan små hack och märken uppstå. |